# Збірник урядових нормативних актів України
«Збірник урядових нормативних актів України» — періодичне видання Кабінету Міністрів України, що створене в серпні 1938 та ліквідоване 1997, знову створене у січні 1998. Видається у Києві українською та російською мовами.
Збірник виходив спочатку щомісяця, а з липня 1999 р. — двічі на місяць.
Попередником збірника було «Зібрання постанов Уряду України».